# Canyon de Lalu
Cette page contient des caractères thaïs. En cas de problème, consultez Aide:Unicode ou testez votre navigateur.
Le canyon de Lalu est une curiosité de la nature similaire aux cheminées de fées ou hoodoos ; il est situé en Thaïlande, dans la province de Sa Kaeo, à Ban Klong Yang, tambon de Tapraj, amphoe de Ta Phraya, et couvre environ 320 hectares.
am
En khmer, lalu (ละลุ) signifie « pénétré », « percé ». Le canyon de Lalu est le résultat de l'érosion différentielle, un phénomène naturel causé par le ruissellement de l'eau de pluie, l'effondrement ou le tassement du sol par endroits et la résistance à l'érosion à d'autres, grâce à la dureté de la couche supérieure. Le vent contribue lui aussi à cette érosion, qui produit des remparts, des murs et des piliers, tels qu'on peut en voir également à Phae Mueang Phi, dans la province de Phrae, toutefois de taille moindre.